# Lookout Pass
Der Lookout Pass (englisch für Aussichtspass) ist ein etwa 300 bis 325 m hoch gelegener Gebirgspass auf Südgeorgien. Auf der Lewin-Halbinsel liegt er zwischen dem Sabra Peak und dem Justa Peak. Er ermöglicht den Übergang vom Jason Harbor zur Stromness Bay.
Das UK Antarctic Place-Names Committee benannte ihn 2013. Hintergrund der Benennung ist, dass der Pass während des Falklandkriegs 1982 als Aussichtspunkt auf den Leith Harbor gedient hatte.